# Traditore (architettura)
Un traditore  è un elemento difensivo caratteristico della fortificazione alla moderna.
Esso è un pezzo d'artiglieria particolare; nelle fortificazioni questo non era posto nei bastioni ma all'estrema difesa del fossato e veniva utilizzato quando ogni altra artiglieria aveva smesso di sparare.
I traditori, non potendo essere veduti dal nemico, erano considerati un'ottima struttura difensiva, infatti gli ingegneri dell'epoca fecero in modo di progettare bastioni di differenti forme per poterne inserire anche nei fianchi dei fossati persino più di un pezzo.
Vi fu negli anni una continua ricerca che portò all'inserimento dei pezzi d'artiglieria "comuni" in uno spazio tra il cammino di ronda (anche noto come rondella) e il muro di cortina (anche noto come gola del puntone). Grazie a questa nuova creazione, ora celata dalla rotondità del cammino di ronda nei confronti del muro di cortina, questa parte di muro venne definito successivamente come traditore. L'inserimento delle artiglierie lungo il muro dopo il traditore del bastione rappresenta una delle sperimentazioni proprie della famiglia dei Sangallo, principalmente Giuliano da Sangallo, Antonio da Sangallo il Vecchio e suo figlio Antonio da Sangallo il Giovane.